# Mission Viejo, California
 Mission Viejo este un oraș din comitatul Orange, statul  California,  Statele Unite ale Americii. Orașul, care se întinde pe suprafața de 49,3 km², avea în anul 2004, aproximativ 95.900 de locuitori.
Atleta americană Florence Griffith-Joyner, fostă campioană olimpică la alergări pe distanțe scurte, a decedat în Mission Viejo.

## Personalități marcante
- Brian Lopes, profesionist mountainbike
- Kaitlin Sandeno, campioană olimpică la natație
- Savannah (Shannon Michelle Wilsey), actriță porno
- Kristy Swanson, actriță
- Kina Grannis, cântăreață